# Корсар-М3
Корсар-М3 — армейский бронежилет, который разработан и выпускался украинской компанией НПП «ТЕМП-3000» Бронежилет «Корсар М3» разработан в 2002 г. для военнослужащих Министерства обороны Украины, которые принимали активное участие в миротворческих миссиях на Балканах, в Ираке, Сьерра-Леоне. Начиная с 2014 г. бронежилет «Корсар-М3» состоял на вооружении как базовый для подразделений ВС Украины.
Бронежилет «Корсар М3» зарекомендовал себя как удобное, простое в эксплуатации и надежное изделие.

## История
Бронежилет «Корсар М3» был разработан в 2002 году с учётом опыта производства бронежилета «Корсар-М» для украинского миротворческого контингента, первые образцы прошли испытания в условиях боевых действий в Ираке, Сьерра-Леоне, Ливане и на Балканах.
В 2011—2013 годы для украинской армии было поставлено 150 бронежилетов «Корсар-М3», однако после начала боевых действий на востоке Украины весной 2014 года потребности украинской армии в средствах индивидуальной защиты увеличились. В мае 2014 года министерство обороны Украины разместило заказ на приобретение 24 тыс. бронежилетов «Корсар».
20 июня 2014 года из резервного фонда государственного бюджета Украины были выделены дополнительные средства (в том числе, 118 млн. гривен — на приобретение бронежилетов и шлемов). 24 июня 2014 года в. и. о. замдиректора департамента государственных закупок и поставок материальных закупок министерства обороны Украины полковник Александр Данильчик сообщил, что бронежилеты уже заказаны у НПП «ТЕМП-3000» по цене 4200 гривен за бронежилет.
По состоянию на 4 июля 2014 года в вооружённые силы Украины было поставлено 7400 шт. бронежилетов «Корсар», к 8 июля 2014 года — 7961 шт..
4 августа 2014 года министерство обороны Украины заказало для вооружённых сил Украины ещё 9083 бронежилета «Корсар-М3-4» на сумму 43,6 млн гривен., а 9 октября 2014 года дозаказало ещё 1267 бронежилета «Корсар-М3-4» на сумму 6,72 млн гривен.
12 декабря 2014 года министерство внутренних дел Украины заказало ещё 2 тыс. бронежилетов «Корсар-МЗс-1-4» на сумму 9,94 млн гривен.
3 февраля 2015 года министерство обороны Украины заказало для вооружённых сил Украины ещё 30 тыс. бронежилетов «Корсар-МЗс-1-4» 4-го класса защиты по цене 5145 гривен за единицу; общая сумма контракта составляет 154,35 млн гривен. Сообщается, что на внешней стороне тканевого чехла бронежилета будет вшита система MOLLE, которая предназначена для крепления подсумков или иных элементов снаряжения.
2 апреля 2015 года для Национальной гвардии Украины были заказаны ещё 8800 шт. бронежилетов «Корсар-МЗ»
Общее количество бронежилетов этого типа в подразделениях украинской армии, Национальной гвардии и МВД Украины превышает количество поставленных по контрактам с министерством обороны и МВД Украины, поскольку некоторое количество бронежилетов поступает в подразделения по линии спонсорской помощи.
- так, 30 мая 2014 года Киевская городская государственная администрация закупила и передала 12-му батальону территориальной обороны партию из 30 шт. бронежилетов «Корсар-М3»[14][15]
- 10 июня 2014 года депутаты Верховной Рады Украины купили и передали 145 шт. бронежилетов для 80-й отдельной аэромобильной бригады[16]
- 20 июня 2014 года Черниговская область приняла решение закупить партию бронежилетов «Корсар-М3» на сумму 682 тыс. гривен для 13-го и 41-го батальонов территориальной обороны[17]
- 11 сентября 2014 года 10-му батальону территориальной обороны Житомирской области 25 шт. бронежилетов «Корсар-М3-1-4» передала областная администрация Житомирской области[18].

В конце декабря 2015 года «Темп-3000» были представлены новые модификации бронежилета: «Корсар-М3м» и «Корсар-М3мк», разработанные по заказу министерства обороны Украины для вооружённых сил Украины.

## Описание
Бронежилет относится к категории бронежилетов наружного ношения. Состоит из передней и задней защитных пластин, соединённых текстильными застёжками, защитного воротника высотой 7 см для защиты шеи и съёмной пластины для защиты паховой области.
Тканевый чехол бронежилета изготовлен из водоупорной ткани (ТПС или «кордура»).
С внутренней стороны груди и спины, изделие имеет по всей ширине разъём для комплектации бронежилета гибкими баллистическими пакетами (каждый из которых находится в водонепроницаемом конверте), с наружной стороны расположены карманы для установки жёстких бронепластин.
На лицевой стороне бронежилета размещены три кармана для магазинов от автомата Калашникова (каждый карман рассчитан на два магазина), а также два кармана для ручных гранат Ф-1.
На спине бронежилет имеет крепление для фляги «Camel Back».

## Варианты и модификации
Бронежилет выпускается в нескольких модификациях и вариантах исполнения.
- «Корсар-МЗ» — базовый вариант
- «Корсар-МЗс» — на внешней стороне тканевого чехла бронежилета вшита система MOLLE, которая предназначена для крепления навесных подсумков или иных элементов снаряжения и систему быстрого сброса.
- «Корсар-МЗ-2» — на наружной поверхности тканевого чехла бронежилета имеются карманы для размещения дополнительных стальных пластин для защиты груди и спины по 2-му классу ДСТУ Украины.
- «Корсар-МЗ-4» — на наружной поверхности тканевого чехла бронежилета имеются карманы для размещения дополнительных металлокерамических пластин для защиты груди и спины по 4-му классу ДСТУ Украины.
- «Корсар-М3м» — модульный бронежилет 6-го класса защиты массой 12,6 кг[20]
- «Корсар-М3мк» — модульный бронежилет 6-го класса защиты массой 13,5 кг[20]

## На вооружении
- Грузия — некоторое количество было получено грузинской армией в период до начала войны в Грузии[21]
- Украина:
- вооружённые силы Украины: в 2003 году принят на снабжение вооружённых сил Украины, некоторое количество получили военнослужащие украинского контингента в Ираке[22], с 2014 года принят в качестве штатного бронежилета, поступает в подразделения, участвующие в боевых действиях на востоке Украины[23]. По состоянию на начало августа 2014 года наиболее массовыми бронежилетами в украинской армии оставались советские 6Б3 и 6Б4[22], однако по состоянию на начало октября 2014 года «Корсар-М3» уже являлся наиболее массовым (хотя и не единственным) типом бронежилета на вооружении украинской армии[24].
- Министерство внутренних дел Украины

- Национальная гвардия Украины: в сентябре 2014 года бронежилет «Корсар-М3с» был предложен для оснащения личного состава в/ч 2276 Национальной гвардии Украины
- Спецподразделения по охране общественного порядка МВД Украины: некоторое количество

- ПМР — несмотря на отсутсвие официальных поставок,бронежилеты были замечены на бойцах ВС МПР
- Азербайджан:

- Вооружённые силы Азербайджана — используются сотрудниками министерства обороны